# マナ・マナ
「マナ・マナ」（Mah-Nà Mah-Nà）は、イタリアの作曲家ピエロ・ウミリアーニによって作曲されたポップソング。1968年のイタリア映画『フリーセックス地帯を行く〜天国か地獄か』の挿入曲として最初に使用された。アメリカ合衆国とイギリスにおいてはラジオの小規模なヒット曲にすぎなかったが、後にマペットやベニー・ヒル・ショーで使用されて国際的に知られるようになった。

## 原曲
ウミリアーニが1966年の映画『危機一発・殺しの追跡』(Duello nel mondo)のサントラ用に書いた曲にも非常によく似たものがあるが、「マナ・マナ」は1968年のイタリアのモンド映画である『フリーセックス地帯を行く〜天国か地獄か』用の曲として最初に現れた。この映画はスウェーデンの性生活などに関するエクスプロイテーション映画だった。この曲の元の題は「スウェーデンのサウナ万歳」(Viva la sauna svedese)といい、スウェーデンの娘たちが集団でサウナに入るシーンに使用された。演奏しているのは「Marc 4」というバンド（イタリア放送協会の管弦楽団の4人のスタジオ・ミュージシャン）であり、イタリアの歌手・作曲家であるアレッサンドロ・アレッサンドローニ (Alessandro Alessandroni) とその妻のジュリアが歌っている。1968年に米国でリリースされた映画サントラアルバムにもこの曲は含まれている。
1968年から翌年にかけて、「マナ・マナ」は多くの国でヒットした。米国ではBillboard Hot 100のシングルチャート55位、『キャッシュボックス』誌の1969年10月号で44位だった。『ビルボード』のAdult Contemporary(AC)チャートでも12位だった。カナダではRPM誌で1969年10月11日のシングルチャート22位、翌週のACチャートで5位につけた。英国では最初のシングルは1969年にPye Internationalレーベルから出されたが(7N 25499)、アーチスト名は載せられていない。同年のジョルジオ・モロダーによるカバー版は「The Great Unknowns」名義でMajor Minor Recordsレーベル(MN 658)から出され、B面はモロダーによる「Doo-be-doo-be-do」であった。1977年にウミリアーニのオリジナル版が今度は本人名義でEMIから再リリースされ、チャートで8位に達した。
「マナ・マナ」は意味のある歌詞を持たず、イアンボスのリズムを持つスキャット風の無意味な音節のみからなる。映画では男性ソロの部分で以下の4曲が順に引用されている。
- ヒューゴ・アルヴェーン『スウェーデン狂詩曲第1番』
- ナポリ民謡『サンタ・ルチア』
- 映画の主題歌『You Tried To Warn Me』[注釈 2]
- ビューグル信号『Assembly』

カバー版では別の曲を引用することがある。マペット版では『バードランドの子守唄』を引用している。

## マペット版
1969年、『セサミストリート』の第1シーズン中の寸劇において2人のマペットの少女（声はフランク・オズとロレッタ・ロング）のところに奇妙な男のマペット（ジム・ヘンソンが演じる）がやってきて「マナ・マナ」と歌い、少女たちに自分について歌うように促す。
1969年11月30日の『エド・サリヴァン・ショー』で、『マナ・マナ』は3人組の新しい、より精巧に作られたマペットのキャラクターによって上演された。男のマペットはマナ・マナ(Mahna Mahna)という名前、2人の女のマペットはスナウス（the Snowths、snout「豚の鼻」とmouth「口」のかばん語。鼻が口を兼ねているため）とされた。すべてフランク・オズによって演じられた。
1976年の最初の『マペット・ショー』でも『マナ・マナ』は演じられた。この番組はすぐにヒットし、『マナ・マナ』はその中でもハイライトとなった。この版ではマナ・マナがマペット劇場の裏口から逃げ出した後にスナウスに電話をかけ、そこで最後の「マナ・マナ」を歌うのがオチになっている。
この結果、ピエロ・ウミリアーニの原曲は1977年にようやくイギリスでヒット曲となり（UKチャート8位）、一方でマペット版『マナ・マナ』を収録した『マペット・ショー』のサントラアルバムはチャート1位になった。
2011年の映画『ザ・マペッツ』でも『マナ・マナ』は演奏され、エンドクレジットではさまざまなセレブがスナウスとともに歌う。

## その他のカバー、アレンジ
- 1969年、アンリ・サルヴァドールは歌詞をフランス語化した『Mais non, mais non』をリリースしている[10]。
- 1969年、ジョルジョ・モロダーは「The Great Unknowns」および「Stop Studio Group」の仮名でカバーをリリースしている[11]。
- 1969年、デイヴ・ペル (Dave Pell) がアルバム『Mah-Ná-Mah-Ná』でカバーしている[12]。このバージョンはサントリーのダイエット生のコマーシャルソングとして使われた。
- 1969年、西ドイツのルディ・キャレル・ショー (de:Rudi Carrell Show) の第14回で『ナヌ・ナヌ』という『マナ・マナ』の替え歌が使用された[13]。
- 日本では1969年にスマイリー小原によってカバーされている。
- 1971年以降、コメディ番組の『ベニー・ヒル・ショー』でBGMとして『マナ・マナ』を含むメドレーが使われている。
- 1973年のホット・バター（英語版）のアルバム『More Hot Butter』にモーグ・シンセサイザー版の『Mah-Na, Mah-Na』を収録している。
- 1977年にドイツのLipstiqueはディスコ版『マナ・マナ』をリリースしている[14]。
- ソ連で『マナ・マナ』は1984年に設立されたオデッサの道化劇団 (uk:Маски (комік-трупа)) の出し物として有名になり、2005年には劇場内にこの出し物にちなんだレストラン「マナ・マナ」を開いた[15][16]。
- 1996年、英国のSkinのシングル『Perfect Day』にヘヴィメタル版の『マナ・マナ』を収録している[17]。
- 1997年、英国のガール・グループであるVanillaのファーストシングル『No Way, No Way』は『マナ・マナ』をベースにした曲で、UKチャートで最高14位だった[18]。
- ケイクによる『マナ・マナ』は最初子供向けの曲を集めた2002年のコンピレーション・アルバム『For the Kids』に収録され、後に『Bサイズ・アンド・レアリティーズ』（2007年）にも収録された。